# (875) Nymphe
Pour les articles homonymes, voir Nymphe (homonymie).
(875) Nymphe est un astéroïde de la ceinture principale découvert par Max Wolf le 19 mai 1917.